# La quinta onda (film)
La quinta onda (The 5th Wave) è un film statunitense del 2016 diretto da J Blakeson. È un thriller fantascientifico postapocalittico, adattamento del romanzo omonimo del 2013, primo di una trilogia di romanzi scritti da Rick Yancey.

## Trama
Una teenager, Cassie Sullivan, armata di M4, emerge dai boschi e si dirige verso una stazione di servizio abbandonata in cerca di provviste. Entrando, sente la voce di un uomo che chiede aiuto. Si dirige verso di lui puntandogli contro l'arma. L'uomo tiene una mano sotto la giacca, ma quando la tira fuori, Cassie vede luccicare qualcosa, e pensando sia un'arma lo uccide. Il luccichio si scopre essere solo una croce. Tutto si oscura e la scena si sposta su un flashback che racconta gli avvenimenti dell'ultimo periodo.
Un'astronave aliena di dimensioni colossali compare dal nulla e inizia a girare intorno alla Terra, guidata da una razza di extraterrestri chiamati "Altri". Dieci giorni dopo la loro comparsa, gli Altri scatenano la Prima Onda: un impulso elettromagnetico che distrugge tutte le apparecchiature elettriche, riportando l'umanità all'Età della Pietra. Nella Seconda Onda, gli Altri manipolano la geologia terrestre, causando terremoti e megatsunami che distruggono le isole e le città costiere. Per la Terza Onda, gli Altri modificano un ceppo del virus dell'influenza aviaria e lo trasportano in tutto il pianeta con gli uccelli. La popolazione viene decimata e la madre di Cassie è tra le vittime.
Cassie, suo padre e suo fratello minore Sam trovano un campo estivo nei boschi, convertito in rifugio, dove trovano circa 300 sopravvissuti. Alcuni giorni dopo un'unità militare con veicoli d'assalto entra nel campo. Il comandante dell'unità, il colonnello Vosch, avvisa i sopravvissuti dell'imminente arrivo della Quarta Onda e comunica il piano di evacuazione del campo: prima porteranno in salvo i bambini presso la base aeronautica di Wright-Patterson, poi torneranno a prendere gli adulti. Cassie viene separata da Sam e dopo la partenza dei bambini vede l'esercito massacrare tutti gli adulti, incluso suo padre.
La scena torna al presente. La ragazza si fa strada verso la base dove si trova suo fratello Sam. Raggiunge una strada principale dove nota alcuni cadaveri in mezzo alle auto, ma dopo pochi secondi viene colpita alla gamba da un cecchino nascosto nelle vicinanze. Cerca di nascondersi dapprima sotto un'auto, poi cerca di nascondersi nel bosco, ma nella fuga sviene, perdendo la pistola. Si risveglia dopo quasi una settimana nella casa di un giovane, Evan Walker, che l'ha salvata da morte certa. Dopo essersi ripresa, Cassie riparte, in compagnia di Evan, alla volta della base, ma nel viaggio scopre che anche lui è uno degli Altri, mandato anni prima e innestato come agente dormiente nel corpo di un essere umano. Si scopre così che anche altre Dormienti vagano, ognuno in una zona designata per sterminare tutti i sopravvissuti umani. Evan a differenza degli altri Dormienti, è contrario all'invasione, dimostrando che il suo lato umano non è stato corrotto dall'Altro; difende Cassie durante un attacco notturno e poi vista la sua diffidenza la lascia andare, avvertendola però che il colonnello Vosch e tutti i militari della base sono posseduti dagli Altri.
Alla base, i militari, usando l'inganno e la tecnologia, convincono i bambini soccorsi che gli umani là fuori sono stati posseduti dagli Altri; forniscono loro addestramento militare e organizzano squadre per missioni di uccisione fuori dalla base. Sam viene inserito nella squadra di Ben, detto Zombi, un ragazzo che aveva una cotta per Cassie, Ringer, una cupa adolescente, Dumbo e Teacup. Durante una missione di uccisione, svolta con l'ausilio di nuovi visori forniti dai militari, Ringer rimuove la capsula nel collo che avevano inserito a tutti i bambini e il gruppo di ragazzi scopre il vero piano dei militari: far uccidere gli umani sopravvissuti tra di loro. Si rendono così conto di essere loro stessi la Quinta Onda.
Ben decide di mandare la sua squadra nel bosco, tornando alla base e dichiarandoli morti, per poter recuperare Sam rimasto lì. Ben affronta il colonnello Vosch a proposito della Quinta Onda, mentre Cassie, riuscita ad infiltrarsi nella base, dopo essere stata aggredita, uccide il sergente Reznik. Ben e Cassie si riuniscono e partono per recuperare Sam. Evan fa esplodere alcune bombe all'interno della struttura e dice a Cassie di sbrigarsi a trovare Sam prima del collasso della struttura. Ben, Cassie e Sam riescono a ricongiungersi e a scappare con l'aiuto di Ringer, mentre Evan completa la distruzione della base. Il colonnello Vosch, insieme ai militari rimasti, riesce a scappare in aereo portando con sé il resto dei bambini.
La squadra di Ben si riunisce e, in un momento di calma apparente attorno a un fuoco, Cassie riflette sulla speranza, ovvero la forza trainante per la sopravvivenza dell'umanità.

## Produzione
La lavorazione del film è cominciata ufficialmente il 18 ottobre 2014 ad Atlanta. La produzione è ufficialmente terminata il 17 gennaio 2015.

## Distribuzione
Il film è stato distribuito nelle sale cinematografiche statunitensi il 22 gennaio 2016, mentre in Italia la pellicola è uscita nei cinema a partire dal 4 febbraio 2016.

### Divieti
Negli Stati Uniti ottiene il Rating PG-13 (vietato ai minori di 13 anni non accompagnati) per violenza e distruzione, presenza di alcuni temi sci-fi, linguaggio e breve festa di adolescenti.

## Accoglienza

### Incassi
La pellicola, costata circa 38 milioni di dollari, ne ha incassati in tutto il mondo poco più di 101 milioni.

### Critica
Il film ha ricevuto generalmente molte critiche negative: sul sito "Rotten Tomatoes" detiene solamente il 17% di recensioni positive, mentre sul sito italiano MyMovies la media è di 1,87/5.